# Paulínia
Paulínia is een stad en gemeente in de Braziliaanse staat São Paulo in het zuiden van het land. Het valt bestuurlijk gezien onder zowel de mesoregio als de microregio Campinas. De gemeente heeft een oppervlakte van 139 km² en telde volgens de schatting van het Instituto Brasileiro de Geografia e Estatística (IBGE) 84.512 inwoners in 2011, waarmee de bevolkingsdichtheid 608 inwoners per vierkante kilometer bedroeg. De stad bevindt zich zo'n 120 km ten noordwesten van São Paulo en grenst aan de stad Campinas. Het is onderdeel van de metropool Campinas, die op zijn beurt uitmaakt van de megalopolis São Paulo-Rio de Janeiro.

## Naam
De stad is genoemd naar de boer José Paulino Nogueira, die een van de eigenaren van Fazenda do Funil tussen Paulínia en Cosmópolis was. Het voormalige dorp, dat nu de stad is, heette tot 1944 Vila José Paulino. Een wet in dat jaar zorgde er echter voor, dat het verboden was om een plaats te noemen naar een levende persoon. De naam van het dorp werd zodoende veranderd in Paulínia.

## Geografie

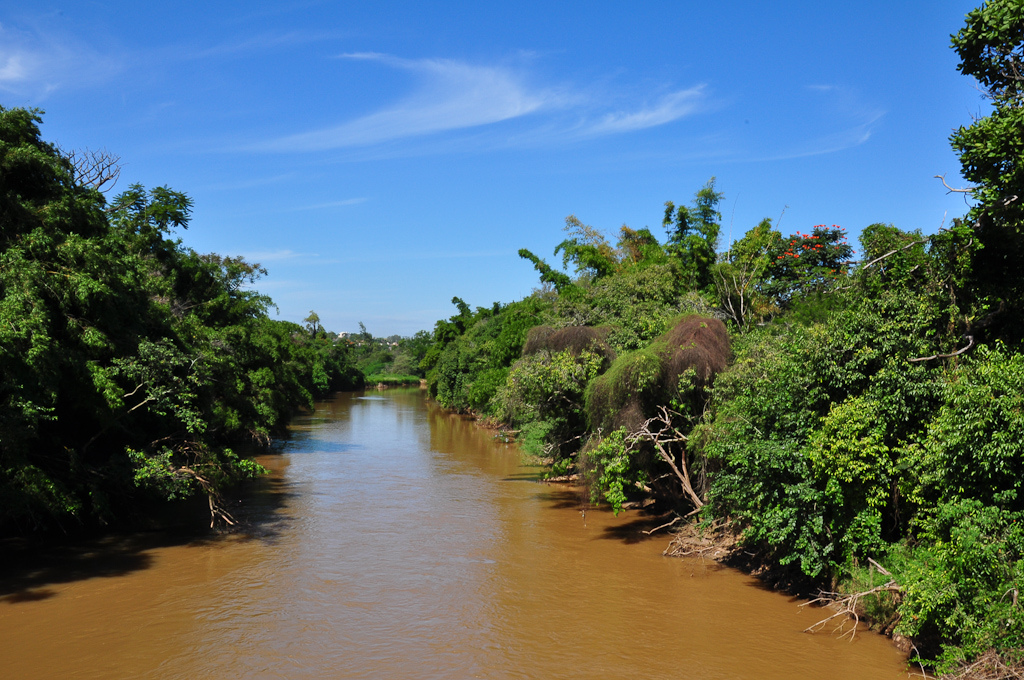
De Atibaia in Paulínia

Paulínia ligt op een vlakte op een hoogte van 590 m, waarvan de oorspronkelijke plantengroei bestaat uit het Atlantisch Woud. Het is gesitueerd in het midden-oosten van de deelstaat aan de rivieren de Atibaia en de Jaguari en de beken de Quilombo en de Anhumas. De gemeente grenst aan Cosmópolis in het noorden, Holambra in het noordoosten, Jaguariúna in het oosten, Campinas in het zuidoosten, Sumaré in het zuiden, Nova Odessa in het zuidwesten en Americana in het westen.

### Klimaat
De stad heeft een vochtig subtropisch klimaat, een Cwa-klimaat volgens Köppen.

## Economie
Replan, de grootste aardolieraffinaderij van Petrobras, is in het noorden van de stad gevestigd. Het raffineert zo'n 20% van de totale aardolie in Brazilië. Dankzij de olieraffinaderij en de industrie was het inkomen per hoofd van de bevolking in 2005 het op zes na hoogste van het land.